# Волтурнум
Волтурнум (лат.: Volturnum; итал.: Volturno) е бил древен град в италианския регион Кампания на устието на река Волтурнус (днес Волтурно) наблизо до днешния Кастел Волтурно.
Градът е бил селище на самнитите и след това на етруските.
От 194 пр.н.е. Волтурнум е гражданска колония, от 95 пр.н.е. е на построения от Домициан път „Via Domitiana“. След разрушаването му през 38 пр.н.е. е отново възстановен.